# Sijthoff-planetarium

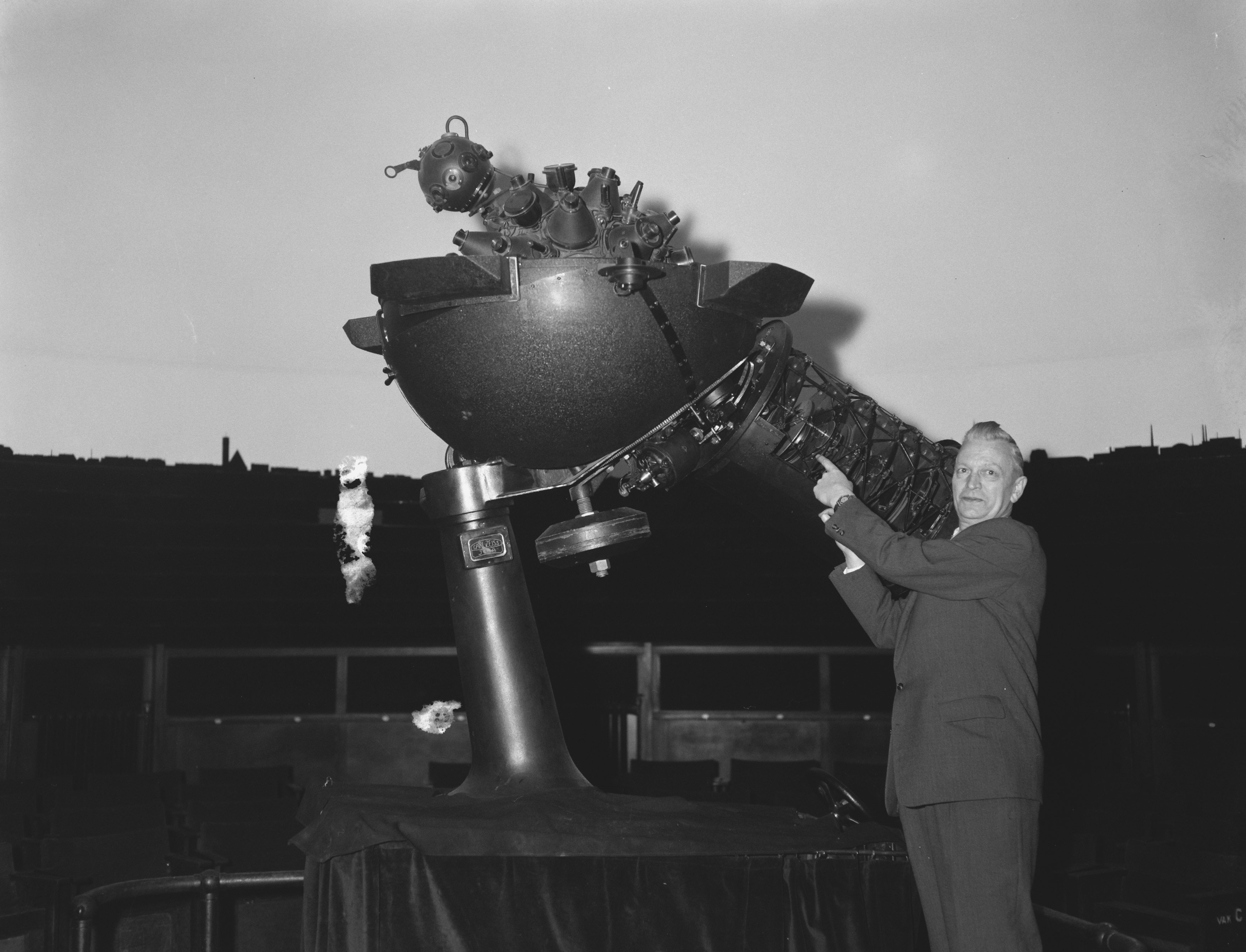
Het Zeiss-planetarium met Dr. J. J. Raimond jr, bij het vijfentwintigjarig jubileum, op 12 februari 1959.

Het Sijthoff-planetarium of Zeiss-Planetarium Haagsche Courant was een planetarium in Den Haag. Het planetarium lag bovenin het gebouw van de Haagsche Courant, op de hoek van de Wagenstraat en de Grote Marktstraat. Met behulp van een Zeiss-projector werd er de werking van het zonnestelsel en heelal uitgelegd.
Het planetarium werd gesticht in 1934 door Albertus Willem Sijthoff jr. (1883-1951), directeur van de Sijthoff Pers, als cadeau aan de Haagse bevolking ter gelegenheid van het vijftigjarig bestaan van de krant. De officiële opening was op 20 februari 1934 in bijzijn van onder anderen prins Hendrik, de minister van Binnenlandse Zaken Jacob Adriaan de Wilde, de directeur-generaal van het ministerie van Onderwijs G.A. van Poelje, de burgemeester van Den Haag L. Bosch van Rosenthal en de directeur van de Leidse sterrenwacht Willem de Sitter.
In 1959 werd het vijfentwintigjarig bestaan van het planetarium gevierd. Tot dan toe was het vrijwel constant open voor het publiek. Alleen tijdens de hongerwinter en gedurende de laatste maanden van de Tweede Wereldoorlog was het gesloten. Het planetarium was tevens in het jubileumjaar even dicht geweest voor een renovatie. Het trok gemiddeld 30.000 bezoekers per jaar.
Op 29 januari 1976 werd het planetarium door een brand verwoest, kort nadat het vernieuwd was. Niet lang na de brand werd naast het Haags Gemeentemuseum begonnen met het opzetten van een nieuw theater; hierin zouden zowel planetariumvoorstellingen als IMAX-filmvoorstellingen vertoond worden. Het theater, dat Omniversum ging heten, werd mede betaald met A.G. Sijthoff's verzekeringsgeld en door hem geopend op 7 december 1984. Het was het eerste IMAX Dome-theater in Europa.

## Projector
De Zeiss-projector overleefde de brand van 1976, maar het was niet duidelijk of hij nog te gebruiken was. Hij werd opgeslagen in het depot van het Museon. Begin 21ste eeuw werd een begin gemaakt met de restauratie die moest leiden tot wederingebruikname. Anno 2020 was de projector in het Duitse Gronau gerestaureerd waarna proefvoorstellingen plaatsvonden in Enschede. Voor ingebruikname in het Museon was een nieuwe projectiekoepel nodig.